# Götzengrund
Götzengrund ist eine Wüstung auf dem Gemeindegebiet der Stadt Schwarzenbach am Wald im Landkreis Hof (Oberfranken, Bayern).

## Geografie
Die Einöde lag auf einer Höhe von 553 m ü. NHN an einem namenlosen linken Zufluss der Thiemitz und war allseits von Wald umgeben. Ein Wirtschaftsweg führte nach Süßengut (0,5 km südwestlich) bzw. nach Gemeinreuth (0,4 km östlich).

## Geschichte
Gegen Ende des 18. Jahrhunderts bestand Götzengrund aus einem Anwesen. Die Hochgerichtsbarkeit sowie die Grundherrschaft über das Gütlein hatte das bayreuthische Verwaltungsamt Bernstein am Wald.
Von 1797 bis 1810 unterstand Götzengrund dem Justiz- und Kammeramt Naila. Infolge des Ersten Gemeindeedikts wurde Götzengrund dem 1812 gebildeten Steuerdistrikt Bernstein und der zugleich entstandenen Ruralgemeinde Bernstein zugewiesen.

### Einwohnerentwicklung
| Jahr      | 1799  | 1819  | 1861  | 1871  | 1885  | 1900  | 1925   | 1950   | 1961   |
| Einwohner | 7     | 8     | 4     | 7     | 10    | 8     | 9      | 2      | 0      |
| Häuser    | 1     |       |       |       | 1     | 1     | 1      | 1      | 1      |
| Quel      | [ 5 ] | [ 3 ] | [ 6 ] | [ 7 ] | [ 8 ] | [ 9 ] | [ 10 ] | [ 11 ] | [ 12 ] |

## Religion
Götzengrund war ist evangelisch-lutherisch geprägt und nach St. Michael (Bernstein am Wald) gepfarrt.